# Secuii sabatarieni
Secuii sabatarieni sau sâmbotași (maghiară szombatosok sau zsidózok) au fost creștini maghiari din Transilvania care în urma reformei protestante au acceptat ideile unitarianismului și în paralel au reevaluat rolul Vechiului Testament în urma căreia au ținut sâmbata ca ziua de odihnă. 

## Istoric
În secolul al XVI-lea ideile sabatarianismului, în contextul toleranței specifice perioadei respective, au fost acceptate mai ales în scaunele secuiești Mureș și Odorhei. În Eliseni din scaunul Odorhei comunitatea deținea o școală. Totodată, există date potrivit căreia au format comunități importante și în orașele Cluj, Turda și Târgu Mureș. Dintre credincioși se numărau membrii nobilimii maghiare precum Eőssi András⁠(hu)[traduceți] sau János Gerendi și diplomați precum judele Tamás Borsos sau cancelarul Simon Péchi⁠(hu)[traduceți].
Principele Transilvaniei, Gheorghe Rákóczi I în 1638 a interzis practicarea religiei pentru sabatarieni care fie au convertit în religiile acceptate de Edictul de la Turda sau au emigrat în Imperiul Otoman. 

### Bezidu Nou

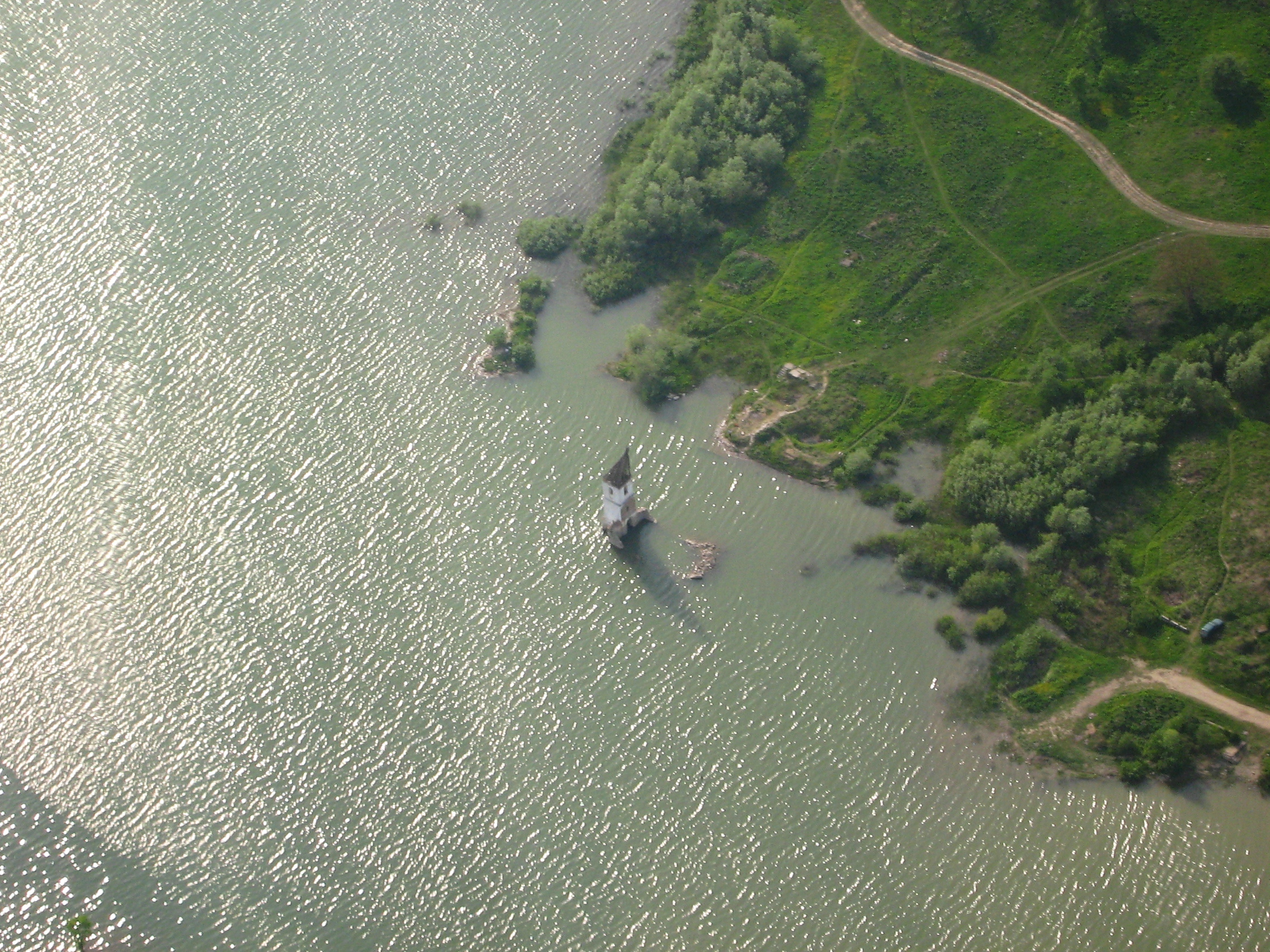
Turla bisericii din fostul sat Bezidu Nou, astăzi aflat sub apele lacului Bezid

După adoptarea legii emancipării evreilor în 1867 din Ungaria, în anul 1869 39 de familii, în total 170 de secui din satul Bezidu Nou au trecut la iudaismul ortodox și au fondat comunitatea evreiască prozelită din localitate. Sinagoga satului a fost construită în 1874 și între 1900-1944 a avut rabin în persoana lui R. Yichak ha-Lévi Hirsch. Scriitorul Dezső Malonyi⁠(hu)[traduceți] a publicat în A magyar nép művészete⁠(hu)[traduceți] o convorbire din 1908 cu József Sallós, ultimul secui sabatarian de religie romano-catolică care n-a trecut la iudaism și potrivit măturisirii sale, sâmbăta ținea rugăciune acasă, iar duminică participa la slujba din biserică.
Înainte de deportarea evreilor din Ungaria, la propunerea lui Alajos Degré a fost adoptată o schimbare a legislației în vigoare în așa fel încât persoanele de religie iudaică dar fără origine evreiască să nu intră în vizorul legii. Astfel, cu ajutorul preotului romano-catolic István Ráduly, o parte importantă dintre evreii din sat au fost salvați.
Datorită proiectului de construire unui baraj în valea pârâului Cușmed, evacuarea populației din sat a început în 1985 și a fost nevoie de 9 ani pentru ca din localitatea Bezidu Nou să devină Lacul Bezid. O parte din localnici, în special cei în vârstă, au fost strămutați în Sângeorgiu de Pădure, dar au ajuns foști localnici în 30 diferite localități. În amintirea satului a fost ridicat în 1995 Zidul Plângerii și Parcul Memorial Bezidu Nou. De atunci, aici se adună, în fiecare an, în prima sâmbătă din august, foștii localnici. Lângă zidul plângerii au fost amplasate fotografii vechi, apoi o clopotniță cu clopot. Tot aici, s-a făcut satul din sculpturi funerare, unde fiecare sculptură funerară simbolizează o casă, păstrând amenajarea satului de odinioară. În castelul Rhédey există o sală memorială, unde se poate vedea macheta localității de atunci.

## Personalități
Despre următoarele personalități există documente referitoare la apartenența lor de sabatarianism: 
- Énok Alvinczi⁠(hu)[traduceți], compozitor a patru cântece sabatariene
- Tamás Borsos (1566-1633), judele orașului Târgu Mureș, inițiatorul construirii cetății din localitate, diplomatul principelui Gabriel Bethlen în Imperiul Otoman (apartenența religioasă disputată de cercetători)
- Eőssi András⁠(hu)[traduceți] (?-1602), secui nobil, scriitorul unor rugăciuni și catehism
- Simon Péchi⁠(hu)[traduceți] (1565?-1640?), cancelar în Principatul Transilvaniei, a studiat iudaismul în școala sefardă din Istanbul și a tradus rugăciuni din ebraică în limba maghiară